# Stuart Wilkin
Stuart John Wilkin (Woking, 12 marzo 1998) è un calciatore malaysiano, centrocampista del Sabah e della nazionale malaysiana.

## Caratteristiche tecniche
È un trequartista, ma può essere impiegato anche come ala o centrocampista centrale.

## Carriera

### Club
È cresciuto calcisticamente nelle file di Southampton e Missouri State Bears. Nella stagione 2019-2020 ha militato nelle file del Metropolitan Police, totalizzando 4 presenze e una rete. Il 4 aprile 2021 è passato ufficialmente allo Johor Darul Ta'zim II. Il 9 dicembre 2021 si è trasferito in prestito al Sabah. Il 1º dicembre 2022 si è trasferito al Sabah a titolo definitivo.

### Nazionale
Ha debuttato in nazionale il 9 dicembre 2022, nell'amichevole Malaysia-Cambogia (4-0), gara in cui ha siglato la rete del definitivo 4-0 al minuto 86. Ha partecipato, con la selezione malaysiana, alle edizioni 2022 e 2024 della AFF Cup e alla Coppa d'Asia 2023. È sceso in campo, inoltre, nelle qualificazioni ai Mondiali 2026. 

## Statistiche

### Cronologia presenze e reti in nazionale
Statistiche aggiornate al 16 dicembre 2024.

| Cronologia completa delle presenze e delle reti in nazionale ― Malaysia | Cronologia completa delle presenze e delle reti in nazionale ― Malaysia | Cronologia completa delle presenze e delle reti in nazionale ― Malaysia | Cronologia completa delle presenze e delle reti in nazionale ― Malaysia | Cronologia completa delle presenze e delle reti in nazionale ― Malaysia | Cronologia completa delle presenze e delle reti in nazionale ― Malaysia | Cronologia completa delle presenze e delle reti in nazionale ― Malaysia | Cronologia completa delle presenze e delle reti in nazionale ― Malaysia |
| Data                                                                    | Città                                                                   | In casa                                                                 | Risultato                                                               | Ospiti                                                                  | Competizione                                                            | Reti                                                                    | Note                                                                    |
| ----------------------------------------------------------------------- | ----------------------------------------------------------------------- | ----------------------------------------------------------------------- | ----------------------------------------------------------------------- | ----------------------------------------------------------------------- | ----------------------------------------------------------------------- | ----------------------------------------------------------------------- | ----------------------------------------------------------------------- |
| 9-12-2022                                                               | Kuala Lumpur                                                            | Malaysia                                                                | 4 – 0                                                                   | Cambogia                                                                | Amichevole                                                              | 1                                                                       |                                                                         |
| 14-12-2022                                                              | Kuala Lumpur                                                            | Malaysia                                                                | 3 – 0                                                                   | Maldive                                                                 | Amichevole                                                              | -                                                                       | 70’                                                                     |
| 21-12-2022                                                              | Yangon                                                                  | Birmania                                                                | 0 – 1                                                                   | Malaysia                                                                | AFF Cup 2022 - Gironi                                                   | -                                                                       |                                                                         |
| 24-12-2022                                                              | Kuala Lumpur                                                            | Malaysia                                                                | 5 – 0                                                                   | Laos                                                                    | AFF Cup 2022 - Gironi                                                   | 1                                                                       | 82’                                                                     |
| 27-12-2022                                                              | Hanoi                                                                   | Vietnam                                                                 | 3 – 0                                                                   | Malaysia                                                                | AFF Cup 2022 - Gironi                                                   | -                                                                       |                                                                         |
| 3-1-2023                                                                | Kuala Lumpur                                                            | Malaysia                                                                | 4 – 1                                                                   | Singapore                                                               | AFF Cup 2022 - Gironi                                                   | 2                                                                       |                                                                         |
| 7-1-2023                                                                | Kuala Lumpur                                                            | Malaysia                                                                | 1 – 0                                                                   | Thailandia                                                              | AFF Cup 2022 - Semifinali                                               | -                                                                       |                                                                         |
| 10-1-2023                                                               | Rangsit                                                                 | Thailandia                                                              | 3 – 0                                                                   | Malaysia                                                                | AFF Cup 2022 - Semifinali                                               | -                                                                       | 72’                                                                     |
| 28-3-2023                                                               | Iskandar Puteri                                                         | Malaysia                                                                | 2 – 0                                                                   | Hong Kong                                                               | Amichevole                                                              | -                                                                       | 56’                                                                     |
| 14-6-2023                                                               | Gong Badak                                                              | Malaysia                                                                | 4 – 1                                                                   | Isole Salomone                                                          | Amichevole                                                              | -                                                                       | 81’                                                                     |
| 20-6-2023                                                               | Gong Badak                                                              | Malaysia                                                                | 10 – 0                                                                  | Papua Nuova Guinea                                                      | Amichevole                                                              | -                                                                       |                                                                         |
| 6-9-2023                                                                | Chengdu                                                                 | Siria                                                                   | 2 – 2                                                                   | Malaysia                                                                | Amichevole                                                              | -                                                                       | 77’                                                                     |
| 13-10-2023                                                              | Kuala Lumpur                                                            | Malaysia                                                                | 4 – 2                                                                   | India                                                                   | Amichevole                                                              | -                                                                       | 66’                                                                     |
| 16-11-2023                                                              | Kuala Lumpur                                                            | Malaysia                                                                | 4 – 3                                                                   | Kirghizistan                                                            | Qual. Mondiali 2026                                                     | -                                                                       |                                                                         |
| 21-11-2023                                                              | Taipei                                                                  | Taiwan                                                                  | 0 – 1                                                                   | Malaysia                                                                | Qual. Mondiali 2026                                                     | -                                                                       |                                                                         |
| 8-1-2024                                                                | Doha                                                                    | Siria                                                                   | 2 – 2                                                                   | Malaysia                                                                | Amichevole                                                              | -                                                                       |                                                                         |
| 15-1-2024                                                               | Al Wakrah                                                               | Malaysia                                                                | 0 – 4                                                                   | Giordania                                                               | Coppa d'Asia 2023 - Gironi                                              | -                                                                       |                                                                         |
| 20-1-2024                                                               | Doha                                                                    | Bahrein                                                                 | 1 – 0                                                                   | Malaysia                                                                | Coppa d'Asia 2023 - Gironi                                              | -                                                                       |                                                                         |
| 25-1-2024                                                               | Al Wakrah                                                               | Corea del Sud                                                           | 3 – 3                                                                   | Malaysia                                                                | Coppa d'Asia 2023 - Gironi                                              | -                                                                       |                                                                         |
| 21-3-2024                                                               | Mascate                                                                 | Oman                                                                    | 2 – 0                                                                   | Malaysia                                                                | Qual. Mondiali 2026                                                     | -                                                                       | 76’                                                                     |
| 26-3-2024                                                               | Kuala Lumpur                                                            | Malaysia                                                                | 0 – 2                                                                   | Oman                                                                    | Qual. Mondiali 2026                                                     | -                                                                       | 73’                                                                     |
| 6-6-2024                                                                | Bishkek                                                                 | Kirghizistan                                                            | 1 – 1                                                                   | Malaysia                                                                | Qual. Mondiali 2026                                                     | -                                                                       | 83’                                                                     |
| 14-11-2024                                                              | Bangkok                                                                 | Laos                                                                    | 1 – 3                                                                   | Malaysia                                                                | Amichevole                                                              | 1                                                                       | 63’                                                                     |
| 18-11-2024                                                              | Hyderabad                                                               | India                                                                   | 1 – 1                                                                   | Malaysia                                                                | Amichevole                                                              | -                                                                       |                                                                         |
| 8-12-2024                                                               | Phnom Penh                                                              | Cambogia                                                                | 2 – 2                                                                   | Malaysia                                                                | AFF Cup 2024 - Gironi                                                   | 1                                                                       | 90’                                                                     |
| 11-12-2024                                                              | Kuala Lumpur                                                            | Malaysia                                                                | 3 – 2                                                                   | Timor Est                                                               | AFF Cup 2024 - Gironi                                                   | -                                                                       | 76’                                                                     |
| Totale                                                                  |                                                                         | Presenze                                                                | 26                                                                      |                                                                         | Reti                                                                    | 6                                                                       |                                                                         |